# Festival des écrivains et des lecteurs d'Ubud

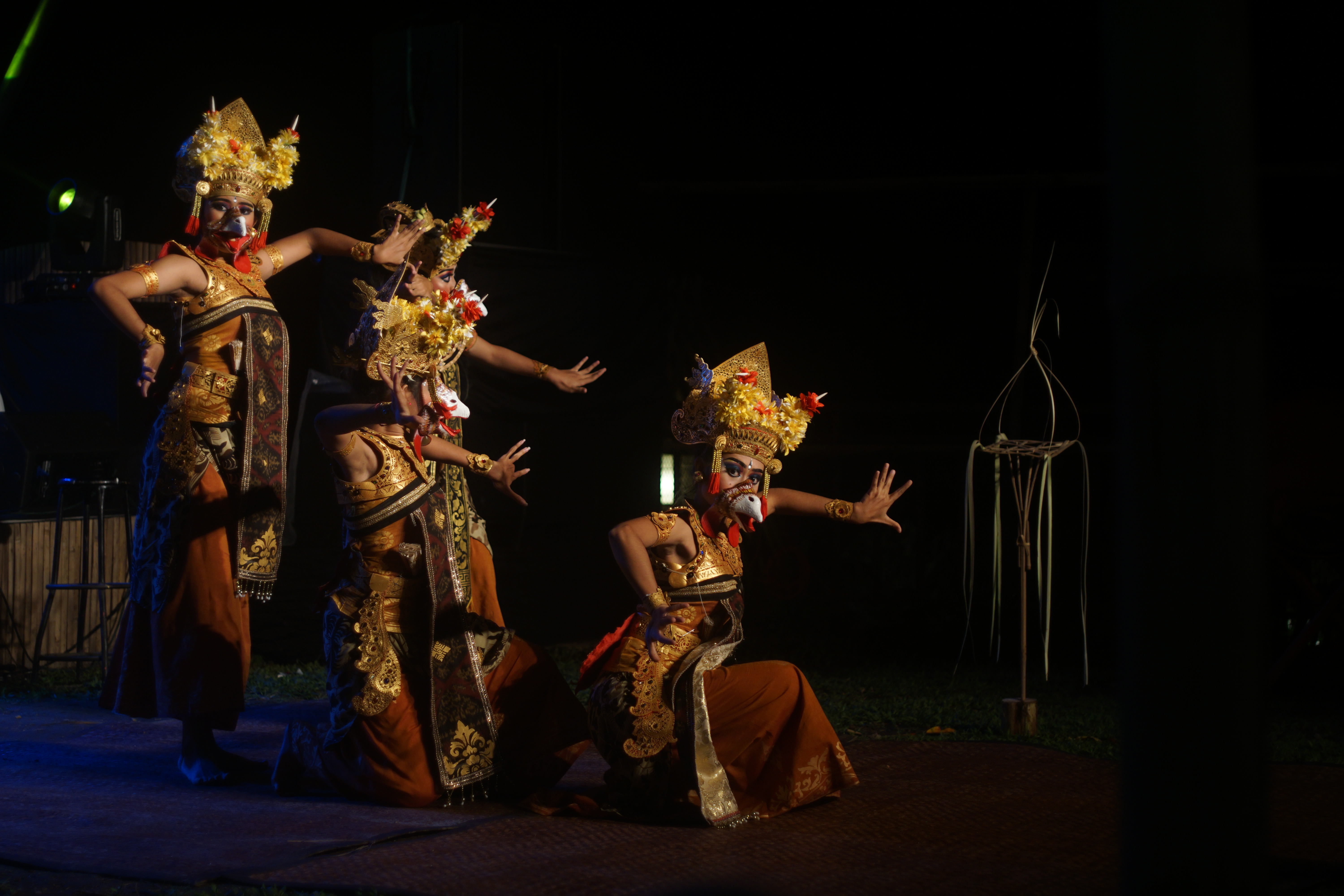
Danse balinaise, pour le Festival des écrivains et lecteurs d'Ubud

Le festival des écrivains et des lecteurs d'Ubud (UWRF), intitulé Ubud Writers & Readers Festival et communément appelé Ubud Writers Festival, est un festival littéraire annuel qui se tient à Ubud, sur l'île de Bali en Indonésie.
Considéré comme le plus grand festival littéraire d'Asie du Sud-Est, le festival se tient généralement en octobre de chaque année. Il accueille une multitude de discussions et de débats culturels et politiques, ainsi que des lancements de livres, des premières de films, des dîners autour d'une table, des ateliers, de la musique en direct et des spectacles culturels. Il est organisé par l'organisation indonésienne à but non lucratif Yayasan Mudra Swari Saraswati.

## Histoire
Le festival des écrivains et des lecteurs d'Ubud a été conçu par Janet DeNeefe, née à Melbourne et cofondatrice du Yayasan Mudra Swari Saraswati, avec son mari Ketut Suardana, originaire de Bali, et leur fille Laksmi DeNeefe Suardana, comme un projet de guérison en réponse aux premiers attentats de 2002 à Bali,,. Il a été organisé pour la première fois en 2004 dans le cadre d'un effort visant à relancer le tourisme, principale source de revenus de l'île après les attentats terroristes qui ont dévasté le quartier de Kuta un an plus tôt,.

## Description
Depuis 2019, l'édition de Perth du festival, présentée en partenariat avec Writing WA, a offert un forum annuel pour échanger avec des écrivains et des créateurs des deux pays sur un large éventail de sujets. Après deux années sous forme virtuelle en 2020 et 2021, l'édition de Perth s'est à nouveau tenue en personne dans le Rechabite Hall de la ville australienne de Perth, du 21 au 23 octobre 2022.
Le Festival est connu comme le plus grand festival de mots et d'idées d'Asie du Sud-Est, auquel participent de nombreux écrivains, artistes, penseurs et interprètes célèbres. En 2019, le Festival a été désigné comme l'un des cinq meilleurs festivals littéraires au monde par The Telegraph au Royaune-Uni,, et en 2022, il a été choisi comme l'un des principaux festivals culturels de l'automne par The Wall Street Journal.

## Chronologie
- 2015: La 12e édition s'est tenue en 2015 dans 38 lieux à travers Bali, à laquelle plus de 200 écrivains du monde entier ont participé. Une controverse a été soulevée à propos de la discussion proposée sur les purges anticommunistes de l'Indonésie qui ont tué environ 500 000 personnes en 1965[12].

- 2016: La 13e édition s'est tenue en 2016, en présence de 160 des plus grands auteurs, artistes et interprètes du monde[13].
- 2017: La 14e édition s'est tenue en 2017 du 2 au 29 octobre, avec la participation de plus de 150 auteurs, artistes et activistes de 31 pays[14].
- 2018: La 15e édition de l'UWRF s'est tenue du 24 au 28 octobre 2018, avec pour thème l'égalité des sexes et la diversité[15].
- 2019: Le thème de la 16e édition, qui s'est tenue du 23 au 27 octobre 2019, était Karma. 180 intervenants de 30 pays ont participé au festival. Il y avait plus de 170 programmes, dont des tables rondes sur diverses questions, des projections de films, des expositions d'art, des lancements de livres et des ateliers d'écriture[16].
- 2020: L'édition 2020, initialement prévue entre le 29 octobre et le 8 novembre 2020, a été reportée en raison de la pandémie de COVID-19.[17] Le thème proposé s'intitulait Kembali.[7]
- 2021: En raison de la pandémie de COVID-19, la 18e édition du festival s'est tenue dans un format hybride. Elle a accueilli plus de 130 auteurs, journalistes, artistes et activistes, à la fois virtuellement et sur place, à Ubud, Bali. Le thème du festival était The Mulat Sarira, interprété en français comme Réflexion personnelle[18].
- 2022: Après avoir été organisée en ligne et de manière hybride pendant deux ans, la 19e édition du festival s'est à nouveau tenue en personne du 27 au 30 octobre 2022 avec plus de 150 écrivains et penseurs. Le thème du Festival, Memayu Hayuning Bawana, était centré sur la capacité de l'humanité à renforcer les liens entre les individus et notre monde[19],[20],[21].
- 2023 : la 20e édition a pour thème « Le passé, le présent et le futur »[22].